# گویدو ترنتین
گویدو ترنتین (ایتالیایی: Guido Trentin؛ زادهٔ ۲۴ نوامبر ۱۹۷۵) دوچرخه‌سوار اهل ایتالیا است. وی در مسابقات تور دو فرانس و جیرو دیتالیا شرکت کرده است.